# Sainpuits
Sainpuits ist eine französische Gemeinde mit 290 Einwohnern (Stand: 1. Januar 2022) im Département Yonne in der Region Bourgogne-Franche-Comté (vor 2016 Bourgogne); sie gehört zum Arrondissement Auxerre und zum Kanton Vincelles (bis 2015 Saint-Sauveur-en-Puisaye). Die Einwohner werden Sainépuisiens genannt.

## Geographie
Sainpuits liegt etwa 40 Kilometer südwestlich von Auxerre. Umgeben wird Sainpuits von den Nachbargemeinden Treigny-Perreuse-Sainte-Colombe mit Treigny im Norden und Nordwesten, Lainsecq im Norden und Nordosten, Étais-la-Sauvin im Osten, Entrains-sur-Nohain im Westen und Südwesten sowie Bouhy im Westen und Südwesten.

## Bevölkerungsentwicklung
| Jahr                      | 1962 | 1968 | 1975 | 1982 | 1990 | 1999 | 2006 | 2013 |
| Einwohner                 | 513  | 574  | 421  | 352  | 321  | 299  | 326  | 318  |
| Quelle: Cassini und INSEE |      |      |      |      |      |      |      |      |

## Sehenswürdigkeiten
- Kirche Sainte-Marie-Madeleine aus dem 12. Jahrhundert, Monument historique
- Kapelle Notre-Dame-de-Lorette, seit 1987 Monument historique
- Schloss Les Barres, seit 1997 Monument historique
- Schloss Flacy

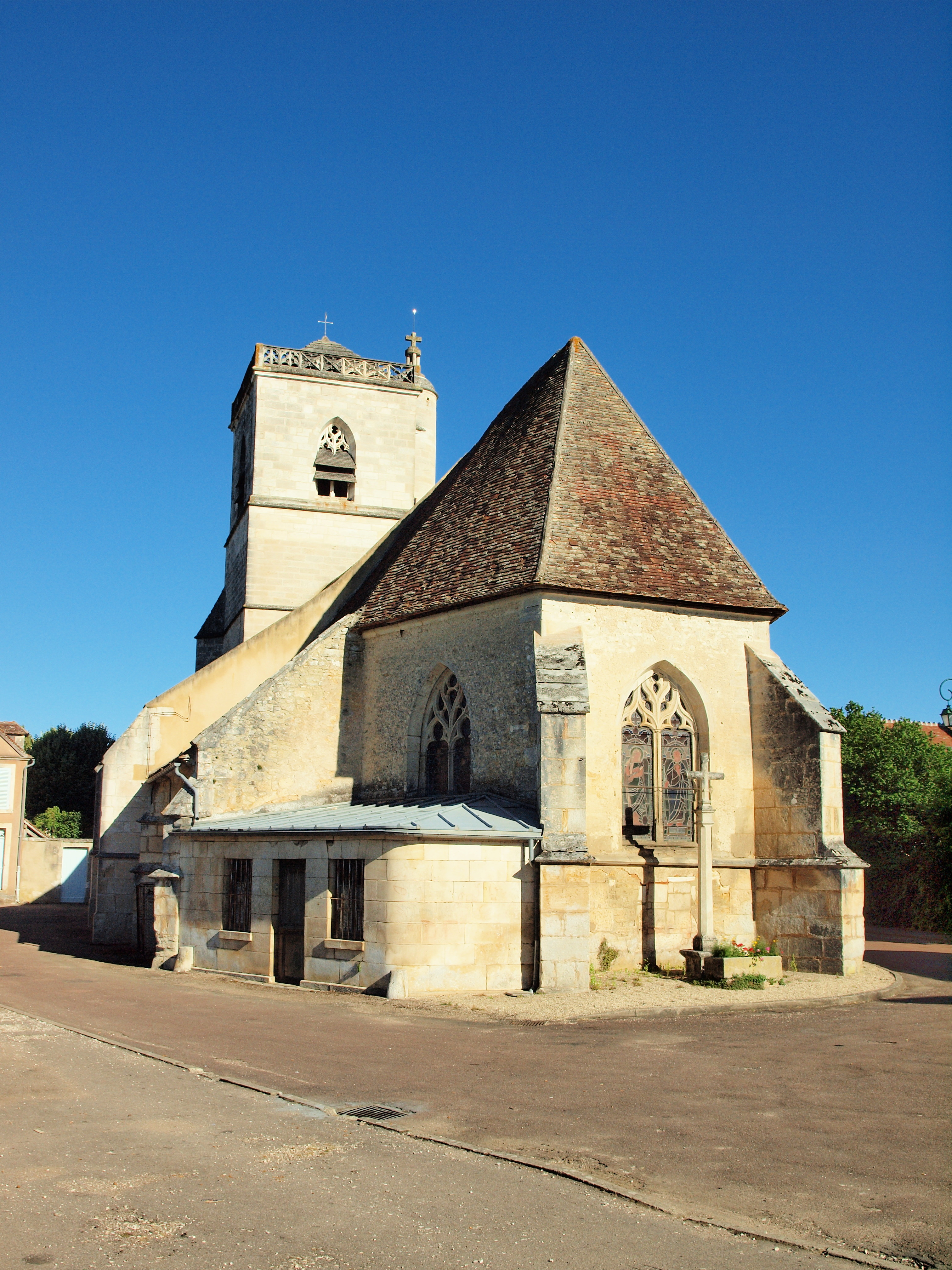
Kirche Sainte-Marie-Madeleine
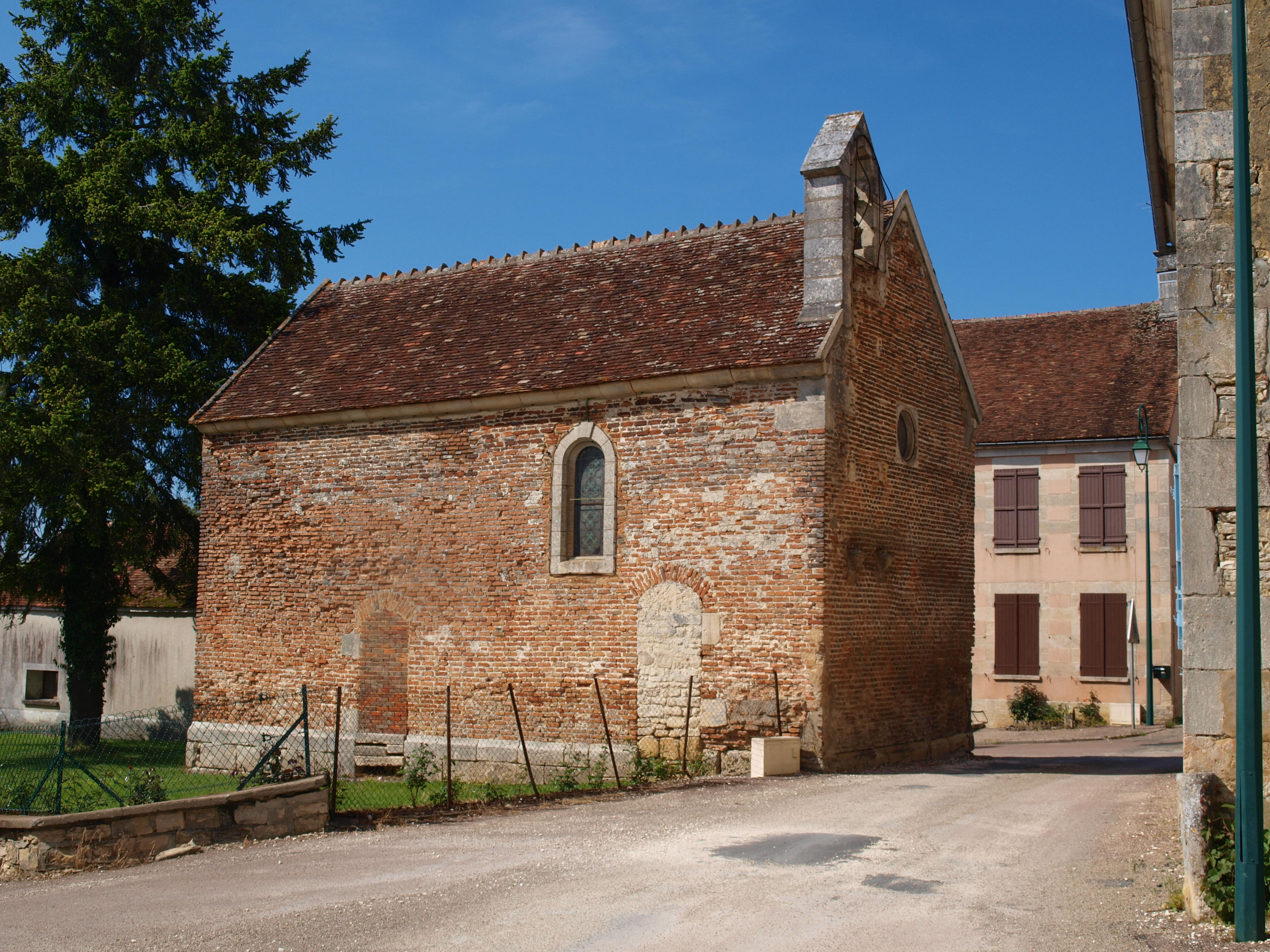
Kapelle Notre-Dame-de-Lorette
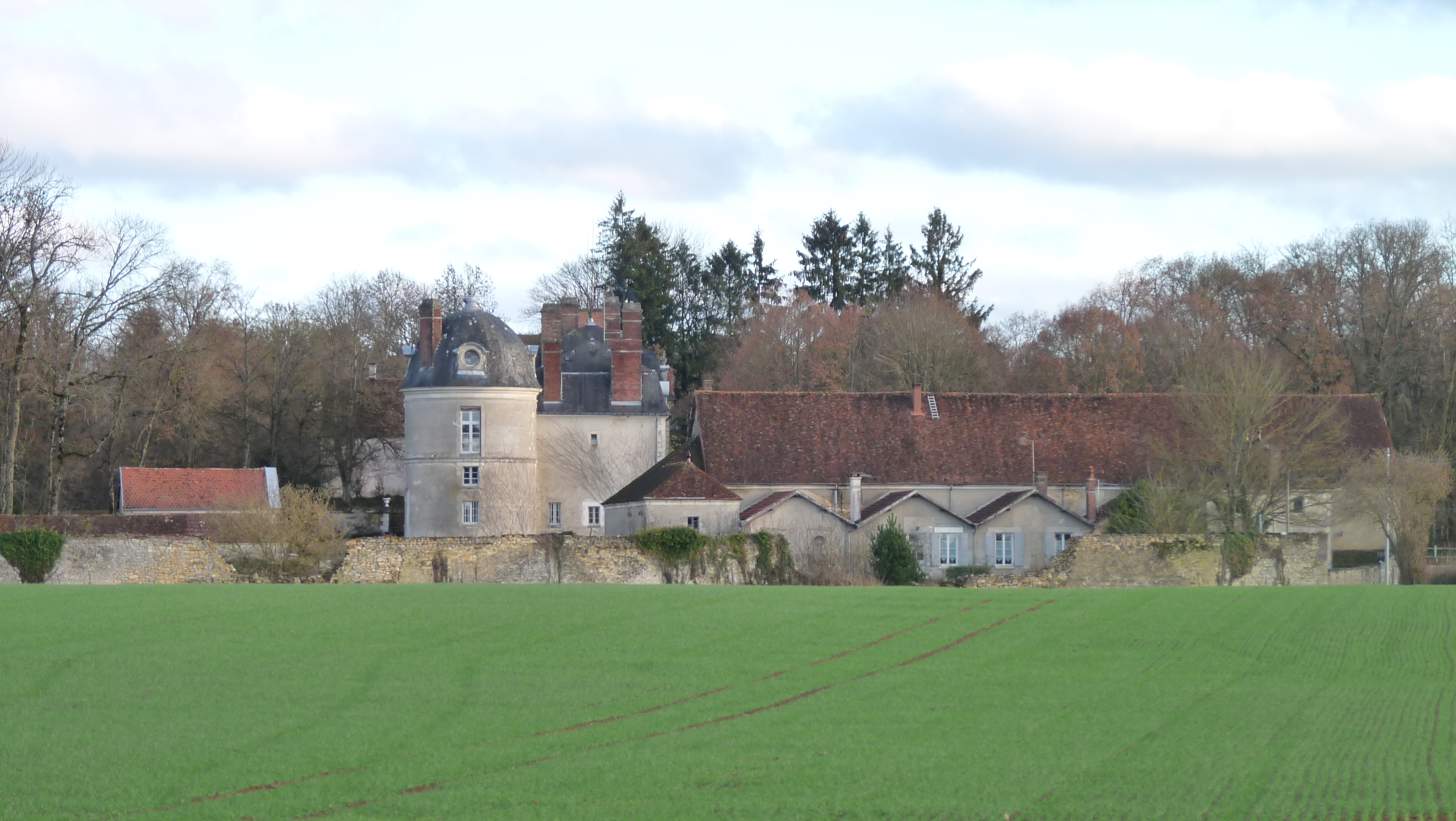
Schloss Les Barres
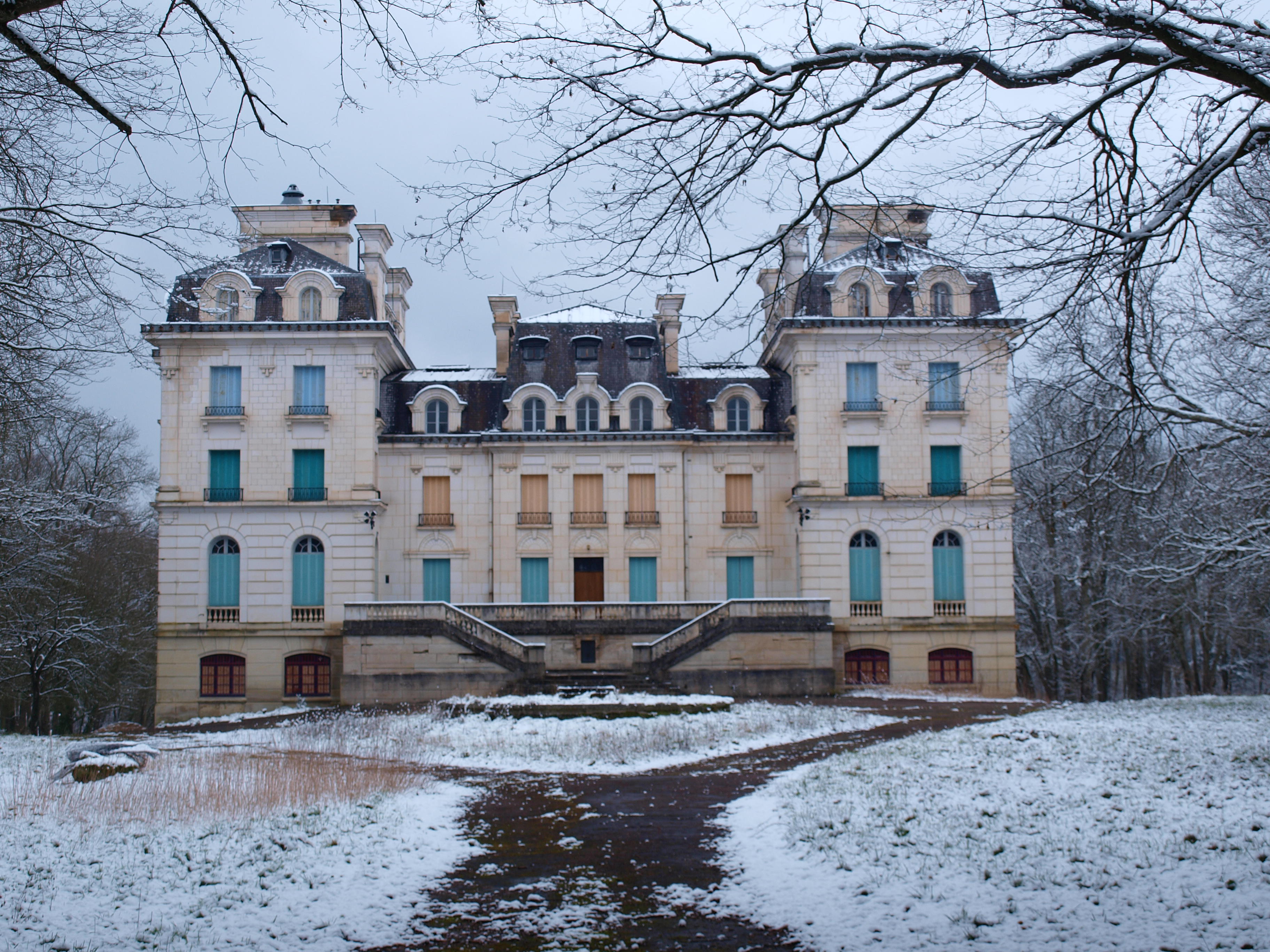
Schloss Flacy